# 御鉢
御鉢（おはち、みはち）は、九州南部に連なる霧島山の火山である。高千穂峰火山の西に接し、有史以降も噴火を繰り返している活火山である。古くから噴火を繰り返していたため江戸時代以前は火常峰と呼ばれていたが、火口の形状が飯櫃に似ていることから俗に御鉢とも呼ばれており、明治以降は御鉢の呼称が一般的となった。火口内と西斜面は鹿児島県霧島市、北斜面は宮崎県小林市、南斜面は宮崎県都城市に属する。

## 山容
高千穂峰の西側斜面に寄り掛かるように重なる円錐形の火山であり、直径約600メートル、深さ約200メートルの円形火口を擁する。火口からは噴気が立ちのぼっており、しばしば火山性微動が観測される。火口壁の頂上付近は絶壁をなしており、この上を通る登山道は「馬の背越え」と呼ばれている。

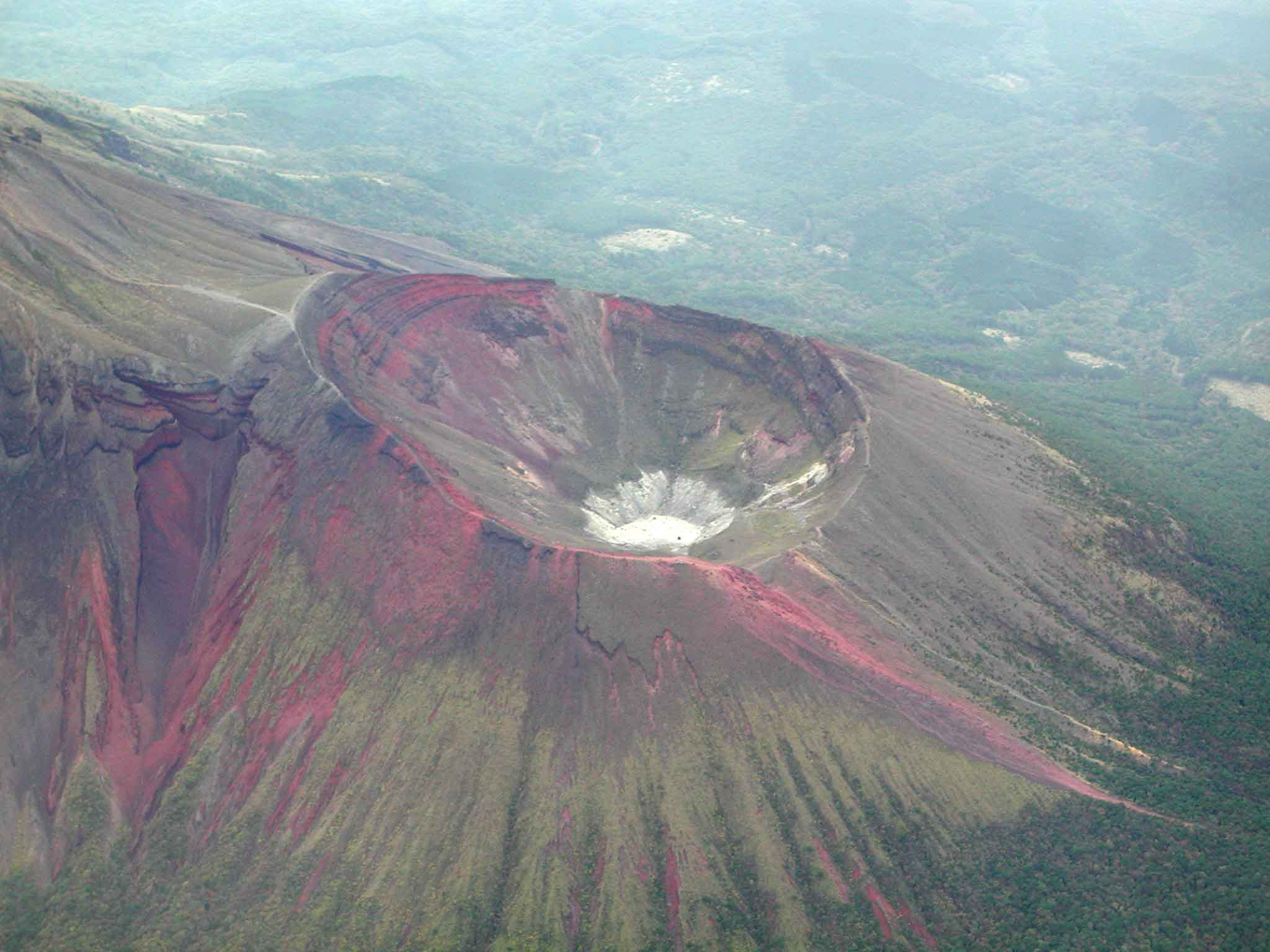
北西から

火口東端と高千穂峰との間は窪んでおり馬の背のように見えることから「背門丘（せとを）」と名付けられている。背門丘は天孫降臨の舞台であったとされ、かつては千里谷あるいは天河原とも呼ばれていた。霧島神宮は欽明天皇（540-571）の時代に、ここに社殿が建立されたのが始まりとされる。噴火によってたびたび焼失したため、天暦年間には性空により麓の瀬多尾越（現在の高千穂河原・古宮址）に遷される。
山体の地質は主として輝石安山岩からなる。度重なる噴火のため頂上付近の植生は乏しいが、荒れ地に耐えるミヤマキリシマなどを見ることができる。

## 噴火史

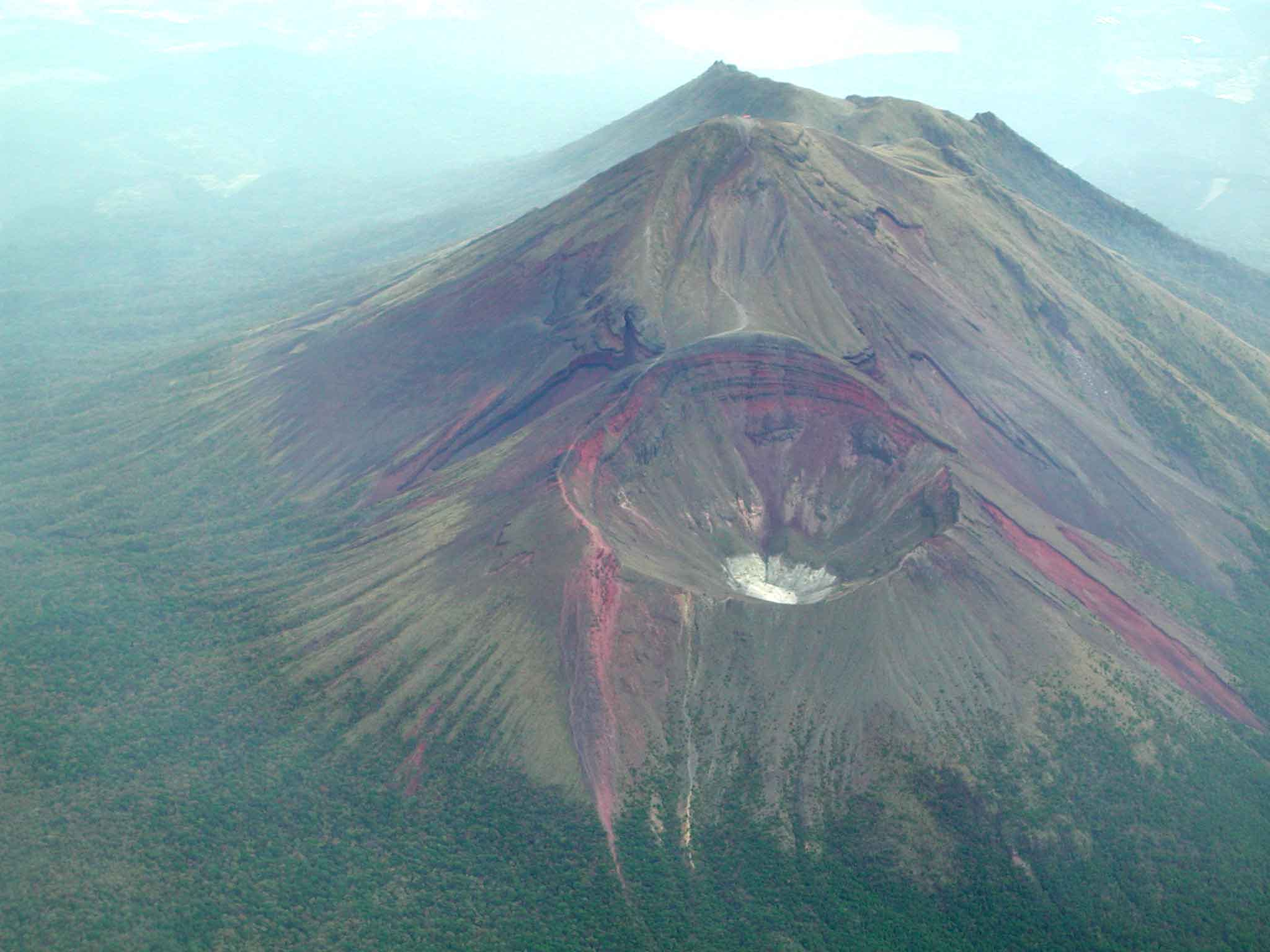
西から

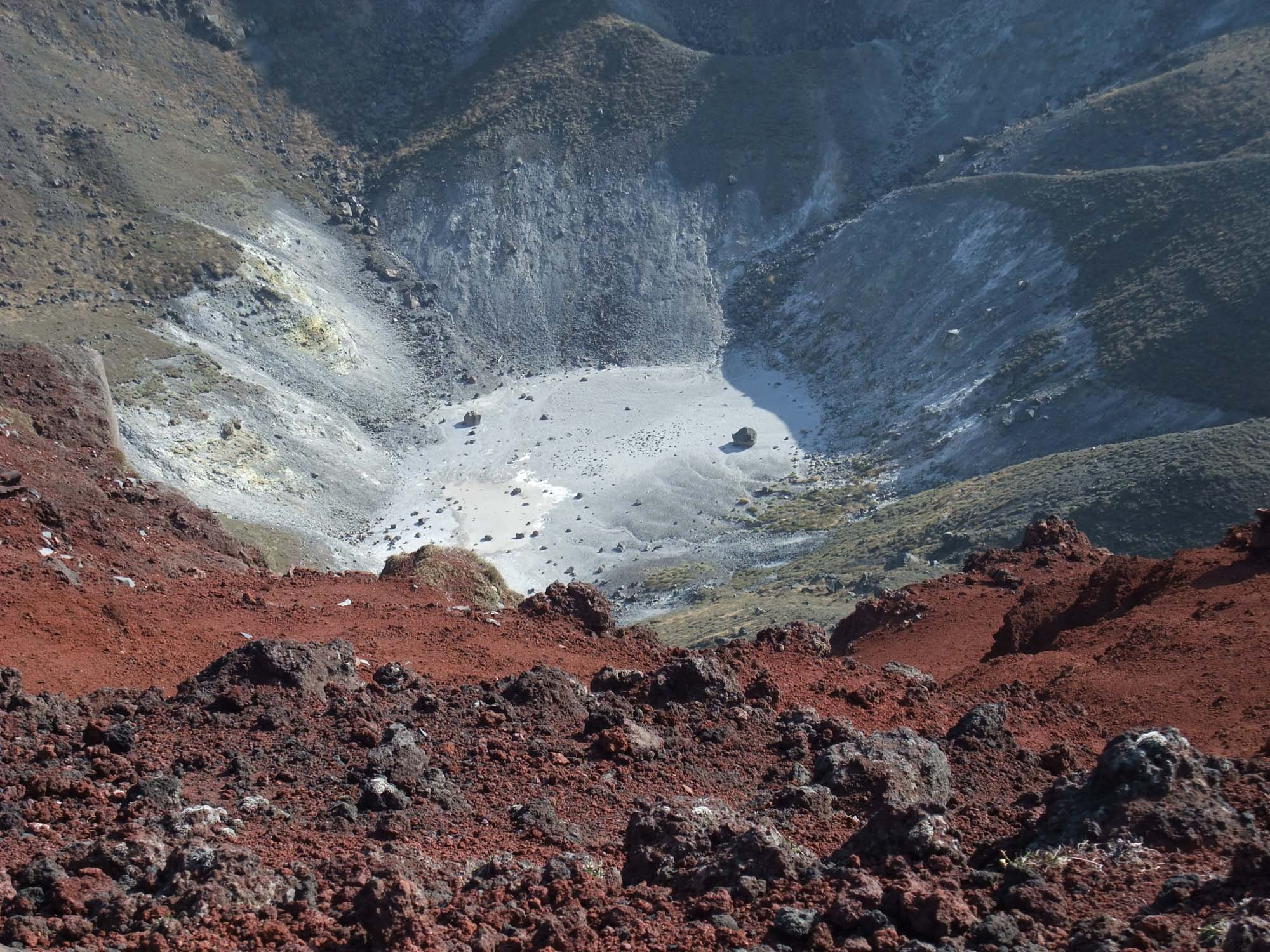
西より御鉢火口

御鉢は高千穂峰が形成された後、今から3000年前以降に活動を開始した。有史以降の霧島山において最も活発に活動している火山である。以下、主要な噴火について述べる。他にも多数の噴火記録がある。

### 江戸時代以前
天平噴火
742年12月24日（天平14年11月23日）、太鼓が鳴るような音とともに噴火した。噴火日を11月28日（旧暦10月23日）とする説もある。
延暦噴火
788年4月14日（延暦7年3月4日）に噴火した。噴出物は片添スコリアと呼ばれている。
文暦噴火
1235年1月18日（文暦元年12月28日）に雷鳴のような音や火焔、火光を伴い噴火した。霧島山について記録に残っているものの中では最大規模の噴火であり、大量の噴石、火山灰および溶岩を噴出した。周辺にあった多くの寺社が焼失し、降り積もった火山灰は火口から20キロメートル離れた場所においても深さ60センチメートルに達した。噴出物は特に火口東側に広く分布し高原スコリアと呼ばれている。
永禄噴火
1566年10月21日（永禄9年9月9日）に噴火し焼死者多数の記録がある。
宝永噴火
1706年1月29日（宝永2年12月15日）に噴火し周辺の寺社が焼失した。

### 明治時代
1880年（明治13年）9月に噴煙が観察され、その後火口底に深さ3メートルの池ができた。1886年（明治19年）10月から火口底に大量の硫黄が堆積するようになり、硫黄の採掘が行われるようになった。1887年8月上旬になると火口底の池は深さ12メートルにもなり、時折高温になることもあった。12月中旬には池の水が沸き立つ様子や水位の低下が観察されている。
翌1888年（明治21年）1月12日に火口から噴煙や噴石の放出が始まり、1月26日午後3時頃に爆発があった。火口には硫黄採掘の作業者がいたが急遽下山し被害者はなかった。その後数日間にわたって爆発を繰り返し噴石や火山灰を放出した。この年は2月21日と5月9日にも噴火している。翌1889年（明治22年）12月10日と12月18日にも噴火し、麓の高原村（後の高原町）では昼でも空が真っ暗になるほどの噴煙に覆われた。
1891年（明治24年）6月19日、一日の間に14回の噴火があり噴石を放出した。同年11月10日にも一日で14-15回の噴火が繰り返され、山腹で植物の葉が枯れる被害があった。1894年（明治27年）2月25日に爆発的な噴火があり、噴石と火山灰を放出した。
1895年（明治28年）10月16日午後0時30分に噴火し高温の噴石を放出した。中には直径2メートルに及ぶものもあり、登山者3名が噴石に当たって死亡し、周辺で22棟の家屋が焼失した。鹿児島市内で爆発音が聞かれ、火口東側の広範囲に火山灰が降り積もった。同年12月18日午後3時30分にも噴火し、高温の噴石が火口東側に飛散した。このとき都城では硫黄臭のある火山灰が降っている。その後たびたび噴火し、1896年3月15日には1名、1900年2月16日には2名の登山者が噴石に当たって死亡した。空振や火山灰が四国南部にまで及んだこともある。噴火は1903年（明治36年）に一旦収束している。

### 大正時代以降
1913年（大正2年）5月19日から加久藤村（後のえびの市）で地震が多発する前兆現象があった。半年後の11月8日夜11時に爆発し、高温の噴石と火山灰を放出した。12月9日と翌1914年1月8日にも爆発し噴石を放出している。1923年（大正12年）7月11日朝9時には大音響とともに噴火し、噴煙のため登山者1名が死亡した。
2002年以降、しばしば火山性微動が観測されている。

## 防災
御鉢は現在も活発な活動を続けており、状況の変化に応じた噴火警戒レベルが設定されている。最新の警戒レベルについては気象庁のウェブサイトで確認することができる。